# Мавританець
«Мавританець» (англ. The Mauritanian) — британсько-американський художній фільм режисера Кевіна Макдональда. Його прем'єра в США відбулася 12 лютого 2021 року на каналі STXfilms. У Великій Британії фільм доступний з 1 квітня на Prime Video внаслідок закритих у зв'язку з пандемією COVID-19 кінотеатрів.
Фільм отримав неоднозначні відгуки кінокритиків, зокрема, була розкритикована реалістичність подій і місцями «згладжені кути»; високо була оцінена гра Тахара Рахіма.

## Сюжет
Головний герой фільму — Мохаммед Ульд Салахі, ув'язнений за рішенням американської влади в Гуантанамо. Мохаммеду приписують звинувачення в участі у теракті 11 вересня та зв'язок з основними винуватцями трагедії. Тим часом, по різні сторони правосуддя з його справою починають працювати адвокат Ненсі Голандер та військовий прокурор, полковник Стюарт Коуч. Обоє вони стикаються з численними перешкодами на шляху до правди з грифом «секретно». Літературною основою сценарію стали мемуари Мохаммеда Ульд Салахі «Щоденник Гуантанамо».

## В ролях
- Джоді Фостер — Ненсі Голандер
- Тахар Рахім — Мохаммед Ульд Слахі
- Шейлін Вудлі — Тері Дункан
- Бенедикт Камбербетч — полковник Стюарт Коуч
- Закарі Лівай — Ніл Бакленд
- Корі Джонсон — Білл Сайдель
- Дені Меноше — Еммануель

## Виробництво і прем'єра
Проєкт був анонсований в листопаді 2019 року. Зйомки почалися 2 грудня того ж року в Південній Африці. Спочатку картина мала була називатися «В'язень 760», але в листопаді 2020 року отримала остаточну назву «Мавританець».
Прем'єра фільму відбулася 12 лютого 2021 року.

## Критика
На агрегаторі Rotten Tomatoes фільм отримав рейтинг схвалення 72 %, а також 109 позитивних відгуків кінокритиків із середньою оцінкою 6,9/10. Тим не менш консенсус сервісу говорить: «Мавританець показує події занадто м'яко, проте його рятує акторська гра Тахара Рахіма». На Metacritic стрічка отримала змішані відгуки: середньозважений бал 25 критиків — 52 з 100.